# مارتین مورسپ
مارتین مورسپ (استونیایی: Martin Müürsepp؛ زادهٔ ۲۶ سپتامبر ۱۹۷۴) بازیکن سابق و مربی بسکتبال اهل استونی است.
از باشگاه‌هایی که در آن بازی کرده‌است می‌توان به دالاس ماوریکس، باشگاه بسکتبال زسکا مسکو و میامی هیت اشاره کرد. مورسپ هفت بار به‌عنوان بازیکن سال بسکتبال استونی انتخاب شده‌است.